# Funtore (matematica)
Un funtore in matematica è una mappa fra categorie che ne conserva le strutture. Il funtore serve a tradurre problemi geometrici o topologici in fatti algebrici o insiemistici, che spesso risultano di più facile risoluzione.

## Definizione
Un funtore può essere di due tipi fondamentali: covariante e controvariante.
Un funtore covariante dalla categoria C alla categoria D è una mappa che associa:
- ad ogni oggetto X in C un oggetto F(X) in D
- ad ogni morfismo f: X→ Y un morfismo F(f): F(X)→ F(Y)

in modo tale che valgano le seguenti proprietà: 
- F(idX) = idF(X) per ogni oggetto X in C.
- F(g o f) = F(g) o F(f) per tutti i morfismi f: X → Y e g: Y → Z.

Un funtore controvariante è definito in maniera analoga, ma inverte i morfismi, cioè se f: X→ Y, allora F(f): F(Y)→ F(X). Ogni funtore covariante da C a D induce un funtore controvariante tra le categorie C* (cioè la categoria duale di C) e D.

## Esempi
Funtore costanteUn funtore "banale" tra due categorie C → D qualsiasi è quello che mappa ogni oggetto di C su un oggetto fissato X in D e ogni morfismo di C sul morfismo identità di X.
Spazio vettoriale dualeLa mappa che associa ad ogni spazio vettoriale il suo spazio duale e ad ogni applicazione lineare la sua duale è un funtore controvariante dalla categoria degli spazi vettoriali (con campo fissato) in sé.
Gruppo fondamentaleUno spazio topologico puntato è una coppia (X, x) dove X è uno spazio topologico e x è un punto di X. Il gruppo fondamentale è un funtore covariante dalla categoria degli spazi topologici puntati a quella dei gruppi, che associa alla coppia (X, x) il gruppo π1(X, x).
Algebra delle funzioni continueAssociando ad ogni spazio topologico X l'algebra reale C(X) delle funzioni continue da X in R otteniamo un funtore controvariante dalla categoria degli spazi topologici a quella delle algebre reali.
Spazio tangente e cotangenteLa mappa che manda ogni varietà differenziabile nel suo fibrato tangente ed ogni funzione liscia nella sua derivata è un funtore covariante dalla categoria delle varietà differenziabili in quella dei fibrati vettoriali. Associando il fibrato cotangente otteniamo un funtore controvariante.
Algebre di LieAssociando ad ogni gruppo di Lie la sua algebra di Lie otteniamo un funtore covariante.
Prodotto tensorialeSe C è la categoria degli spazi vettoriali su un campo fissato, il prodotto tensoriale determina un funtore C x C → C covariante in entrambi i fattori.
Funtore "dimenticante" (forgetful functor)Il funtore che associa ad ogni gruppo l'insieme soggiacente è un funtore dalla categoria dei gruppi a quella degli insiemi, in cui semplicemente ogni gruppo si "dimentica" di avere una struttura. Funtori analoghi si definiscono ad esempio dagli anelli ai gruppi.
Funtore HomFissiamo un gruppo G. Associamo quindi ad ogni gruppo H il gruppo Hom(G, H) fatto da tutti gli omomorfismi da G in H. Questo è un funtore covariante dalla categoria dei gruppi in sé. Se associamo ad H il gruppo Hom(H, G), otteniamo invece un funtore controvariante.

## Proprietà
Data una categoria C ed un suo morfismo f in Hom(A,B), questo è detto:
- sezione se esiste un morfismo r in Hom(B,A) tale che r•f sia il morfismo identità su A
- retrazione se esiste un morfismo s in Hom(B,A) tale che f•s sia il morfismo identità su B.

Dalla definizione segue facilmente che ogni funtore preserva sezioni e retrazioni, ed in particolare gli isomorfismi.
In generale un funtore non riflette gli isomorfismi. Più precisamente, dato un funtore F dalla categoria C alla categoria D, se F(f): F(X)→ F(Y) è un isomorfismo della categoria D, il morfismo f della categoria C non è necessariamente un isomorfismo. Si consideri, ad esempio, il funtore dimenticante U dalla categoria degli spazi topologici alla categoria degli insiemi: ogni funzione continua (morfismo della prima categoria) che sia biettiva viene mandata in se stessa vista come semplice funzione biettiva di insiemi, che è quindi un isomorfismo nella categoria degli insiemi; tuttavia, una funzione continua biettiva non è in generale un omeomorfismo (isomorfismo nella categoria degli spazi topologici).
Un funtore che riflette gli isomorfismi è detto conservativo. Un esempio è dato dal funtore dimenticante dalla categoria dei gruppi alla categoria degli insiemi.